# Danmarks historiska amt
Amt (från tyskan, egentligen ämbete eller ämbetsdistrikt) betecknade från den 19 februari 1662 de danska respektive norska förvaltningsområdena, och ersatte de tidigare enheterna län (i Danmark) och syssler (i Norge). De danska amten hade ansvar för bland annat sjukvård, gymnasieutbildning och miljöplanering.
Genom framför allt den omfattande amtsreformen 1793 liksom den övergripande kommunreformen 1970 minskade antalet amt successivt från de 49 län som hade utgjort utgångspunkt 1662 till de 14 amt som återstod efter att Grönlands amt hade avskaffats 1979.
Den 1 januari 2007, som en del av kommunreformen 2007, ersattes de 14 dåvarande amten av fem regioner.

## Amt 1662–1793
1660 blev den danske kungen enväldig och kunde styra landet utan att konsultera andra samhällsgrupper. Införandet av envälde ledde också till förändringar i den regionala administrationen, då de medeltida regionerna, länen, avskaffades. År 1662 beslutades genom en kunglig order till Skattkammaren att länen i framtiden skulle kallas amt, och varje amt skulle ledas av en amtman (motsvarande landshövding). Dessutom utsågs en stiftsbefälhavare för vart och ett av landets sex dåvarande stift. Han skulle senare bli kallad stiftsamtman.
Stiftsamtmannen ansvarade, tillsammans med biskopen, för stiftets särskilda angelägenheter, vilka bestod av kyrkornas, skolornas, de fattigas och andra offentliga stiftelsers ekonomiska förhållanden och liknande. Dessutom styrde han ett eller flera amt. Inledningsvis övervakade han även de amtmän som verkade i stiftets amt, men detta upphörde under 1700-talet.
Under de första tio åren efter övergången från län till amt slogs ett antal mindre amt samman till större enheter. Sammanslagningsprocessen fortsatte fram till den stora amtsreformen i slutet av 1700-talet. Vid införandet av envälde 1660 fanns det 49 län, men under perioden från 1660 till 1793 slogs de samman till endast 24 amt. Som exempel kan nämnas att det i dåvarande Själlands stift år 1660 fanns 17 amt medan det år 1750 endast fanns tio amt. I dåvarande Århus stift fanns det åtta amt år 1660, vilka hade minskat till fyra amt år 1750.
1. Åstrups, Sejlstrups och Børglums amt
2. Dueholms, Ørums och Vestervigs amt
3. Ålborghus amt
4. Skivehus amt
5. Mariagers amt
6. Halds amt
7. Dronningborgs amt
8. Bøvlings amt
9. Lundenæs amt
10. Silkeborgs amt
11. Kalø amt
12. Skanderborgs amt
13. Havreballegårds amt
14. Åkærs amt
15. Riberhus amt
16. Koldinghus amt
17. Stjernholms amt
18. Hindsgavls amt
19. Assens amt
20. Rugårds amt
21. Odensegårds amt
22. Nyborgs amt
23. Tranekærs amt
24. Halsteds klosters amt
25. Ålholms amt
26. Nykøbings amt
27. Møns amt
28. Vordingborgs amt
29. Tryggevælde amt
30. Roskilde amt
31. Ringsteds amt
32. Korsørs amt
33. Antvorskovs amt
34. Sorø amt
35. Sæbygårds amt
36. Kalundborgs amt
37. Holbæks amt
38. Dragsholms amt
39. Jægerspris amt
40. Kronborgs amt
41. Frederiksborgs amt
42. Hørsholms amt
43. Köpenhamns amt
44. Bornholms amt

### Kortvariga amt i Skåne
Dessa amt fanns endast korta peroder under Skånska kriget.
- Landskrona (Landscrone) amt 1676-1679
- Helsingborgs amt 1676-1679, ej hela tiden
- Kristianstads (Christianstads) amt 1676-78

## Amt 1793–1970
År 1793 genomfördes en omfattande amtsreform. Skattkammaren önskade utjämna skillnaden i storlek mellan de mycket stora och de mycket små amt som då fanns. Därför upprättades medelvärden för de nya amtens geografiska utbredning, befolkning och markvärde. Detta lyckades inte helt, men en bättre enhetlighet gällande amtens storlek uppnåddes ändå. Resultatet blev 18 amt, varav nio i Nørrejylland (Jylland norr om Sønderjylland), två på Fyn och fem på Själland. Bornholm och Lolland-Falster blev vart och ett amt. Den nya amtsindelningen tillkännagavs genom ett så kallat rentekammerplakat år 1794, men det tog cirka 16 år att genomföra reformen.
Ett par senare ändringar av amtsgränserna skedde dock. År 1808 delades Roskilde amt mellan Frederiksborgs amt, som fick den återstående delen av Horns härad, respektive Köpenhamns amt, som fick Køge och Roskilde. Århus amt delades 1942, så att Skanderborgs amt skapades. Dessutom hade Fyn mellan 1815 och 1848 den speciella omständigheten att ön hade en guvernör, som både amtman och stiftsamtman var underställda, eftersom han var den högsta civila tjänstemannen i Fyns stift.
Gränsdragningen enligt fredsavtalet vid Freden i Wien (1864), efter kriget mellan Danmark och Preussen-Österrike innebar att delar av det tidigare hertigdömet Schleswig nu hamnade under Ribe amt. Dessutom blev ett antal socknar som tidigare ingått i Sønderjylland, söder om Kolding, en del av Vejle amt och ön Ærø blev en del av Svendborgs amt. Dessutom gjordes ett antal mindre justeringar av gränsdragningen mellan olika amt, men antalet amt förblev 18.
Efter återföreningen 1920, då Nordslesvig efter en folkomröstning åter blivit danskt, inrättades ett stiftsämbete i Sønderjylland, och stiftsamtmannen kom att residera i Haderslev. Stiftet bestod av fyra nybildade amt: Haderslev, Sønderborg Åbenrå och Tønder. Efter separationen av Skanderborgs amt från Århus amt 1942 fanns det totalt 22 amt 1970.
1. Hjørrings amt
2. Thisteds amt
3. Ålborgs amt
4. Viborgs amt
5. Randers amt
6. Ringkøbings amt
7. Ribe amt
8. Århus amt
9. Skanderborgs amt
10. Vejle amt
11. Tønders amt
12. Haderslevs amt
13. Åbenrå amt
14. Sønderborgs amt
15. Odense amt
16. Svendborgs amt
17. Holbæks amt
18. Frederiksborgs amt
19. Köpenhamns amt
20. Roskilde amt
21. Sorø amt
22. Præstø amt
23. Maribo amt
24. Bornholms amt

### Ändringar 1799–1942
- Roskilde amt var en del av Köpenhamns amt 1808–1970.
- Skanderborgs amt var en del av Århus amt 1793–1824 och 1867–1942.

#### 1799
- Galtens härad överfördes från Århus till Randers amt.
- Nims härad överfördes från Vejle till Århus amt.

#### 1821
- Hids härad överfördes från Århus till Viborgs amt.[2]

#### 1822
- Vrads härad överfördes från Ringkøbings till Århus amt.[3]

#### 1864–1866
- Vejle amt utvidgades med Nørre Tyrstrups härad.
- Ribe amt utvidgades med Ribe härad.
- Svendborgs amt utvidgades med Ærø.
- De kongerigske enklaver bröts ut från Ribe amt.

#### 1920
- Amten Tønder, Haderslev, Åbenrå och Sønderborg upprättades.

#### 1932
- Åbenrå och Sønderborgs amt slogs samman.[4]

#### 1948
- Före 1948 räknades Färöarna som danskt amt.

#### 1953
- Grönlands amt bildades.

## Amt 1970–2006
Med en lag från 1967 fastställde Folketinget Kommunreformen 1970. Lagen föreskrev att amten i princip skulle baseras på de tidigare amtsrådskretsarna, men med möjlighet till sammanslagningar och förändringar av geografiska områden. Året därpå bestämdes att det utöver Köpenhamns amt skulle finnas ytterligare 13 amt. Detta innebar att nio amtmanämbeten avskaffades 1970, samtidigt som ön Samsø överfördes från det tidigare Holbæks amt till Århus amt. De nya administrativa ledarna för amten blev amtskommunaldirektörerna. Vissa av de tidigare amtsmänämbetena behölls också efter 1970. Av de 14 ämbeten som behölls var åtta så kallade stiftsamtmän. Dessa fortsatte att sköta stiftets angelägenheter tillsammans med biskoparna.
Ledningen av de nya amten var nu underställd en folkvald amtsborgmästare och hade därmed blivit politisk. Den lokala självstyrelsen i amtet (jämför Sveriges regioner) var amtsrådet som leddes av amtsborgmästaren. Den statligt företrädande myndigheten i amtet (jämför länsstyrelse) kallades amtets statslige tilsynsråd. 
Amtmännens uppgifter var efter reformen främst familjerättsliga ärenden i form av separations- och skilsmässobeviljande, fastställande av underhållsbidrag och umgängesrätt samt beviljande av adoptioner och beviljande av fri rättegång i domstolsärenden.
Från den 1 april 1970 till 31 december 2006 var Danmark uppdelat i inledningsvis 15 amt, inklusive (till 1979) Grönlands amt, en regionkommun (Bornholm, från 2003) och två kommuner (Köpenhamn och Fredriksberg) som stod utanför amtsindelningen och var likställda med amten. Förvaltningsmässigt, i statliga sammanhang, utgjorde Köpenhamns amt ett gemensamt statsamt (da) tillsammans med Frederiksbergs kommun.
1979, i samband med införandet av Grönlands hjemmestyre, avskaffades Grönlands amt, som hade bildats 1953.
2003 bildades Bornholms regionkommun genom att man slog samman Bornholms amt med öns fem dåvarande kommuner. Bornholms amt fanns dock kvar i form av ett statsamt, i likhet med övriga amt, till och med 2006.
2005 kom Venstre, Socialdemokraterna, Konservative, Dansk Folkeparti och Radikale Venstre överens om den danska kommunreformen 2007. Den trädde i kraft den 1 januari 2007, varvid amten upphörde och ersattes av fem regioner.
| 1. Köpenhamns kommun 2. Frederiksbergs kommun 3. Köpenhamns amt 4. Frederiksborgs amt 5. Roskilde amt 6. Vestsjällands amt 7. Storstrøms amt 8. Fyns amt 9. Sønderjyllands amt 10. Ribe amt 11. Vejle amt 12. Ringkjöbings amt 13. Viborg amt 14. Nordjyllands amt 15. Århus amt 16. Bornholms amt (omvandlades till Bornholms regionkommun 2003; som statsamt upphörde amtet vid utgången av 2006) |

Köpenhamns och Frederiksbergs kommuner var likställda med amten. Det var likaså Bornholms regionkommun, sedan de tidigare fem kommunerna slagits samman. Ertholmene med Christiansø nordost om Bornholm ingick inte i något amt. Det är ett kommunfritt område och ingår inte heller i dagens regionsindelning.